# Pidonia bispina
Pidonia bispina är en skalbaggsart som beskrevs av Holzschuh 1998. Pidonia bispina ingår i släktet Pidonia och familjen långhorningar. Inga underarter finns listade i Catalogue of Life.